# Memoriale navale di Laboe
Il Memoriale navale di Laboe (in lingua tedesca: Marine-Ehrenmal Laboe), conosciuto anche come Torre di Laboe, è un memoriale situato a Laboe, vicino a Kiel, nello Schleswig-Holstein, in Germania.

## Storia
Costruito dal 1927 al 1936, il monumento voleva celebrare originariamente i marinai della Kaiserliche Marine morti durante la prima guerra mondiale, e successivamente al 1945 anche i caduti della Kriegsmarine nella seconda guerra mondiale. Nel 1954 infine il monumento venne definitivamente dedicato a tutti i marinai di ogni nazionalità periti durante le due guerre mondiali.
La torre fu disegnata dall'architetto Gustav August Munzer, il quale dichiarò che la forma non fu pensata per rappresentare qualcosa di specifico, ma solo per ispirare sensazioni positive in chi la guarda. Il monumento è frequentemente associato allo stelo di una nave vichinga o alla torre di un sommergibile.

## Struttura
Il monumento consiste in una torre alta 72 metri con in cima un punto di osservazione sul tetto, situato ad un totale di 85 metri sul livello del mare, raggiungibile con 2 ascensori oppure con una salita di 341 gradini.
Ai piedi del memoriale vi è un museo navale, che ripercorre tra l'altro la storia del sottomarino nazista U-995, ultimo esemplare rimasto al mondo degli scafi di classe U-Boot Tipo VII.
Il Monumento al Marinaio d'Italia situato a Brindisi (costruito in epoca fascista negli anni 1932-1933) assomiglia in parte alla torre di Laboe.

## Galleria d'immagini

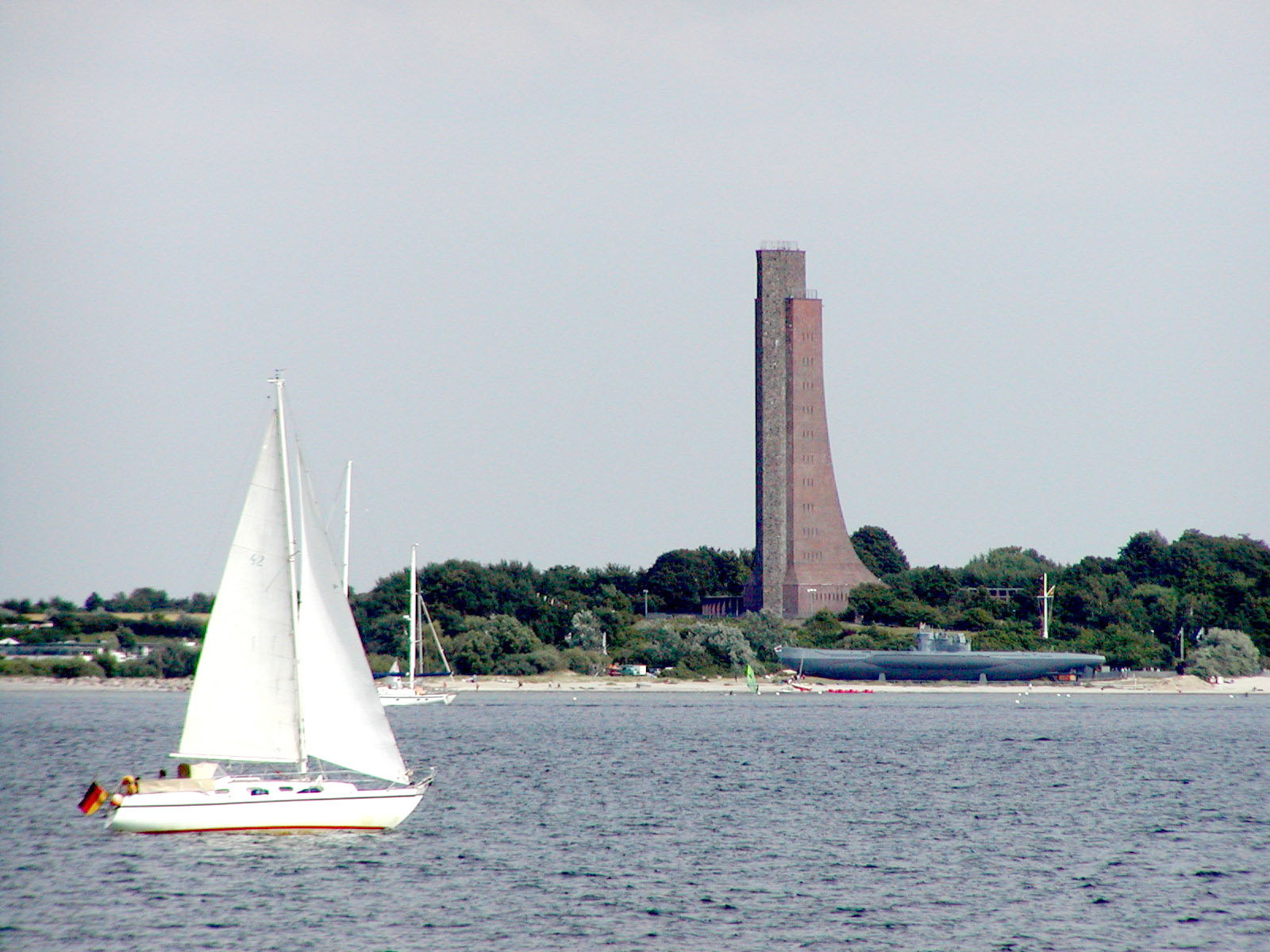
La torre di Laboe con il museo del sottomarino U-995
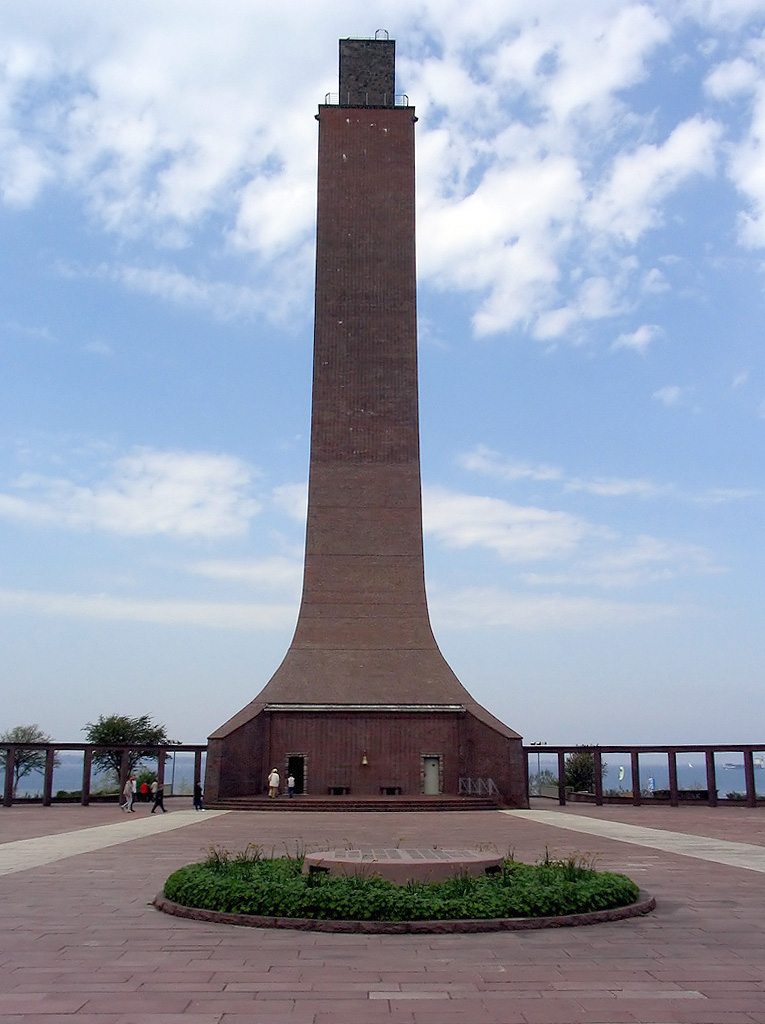
La piazza antistante
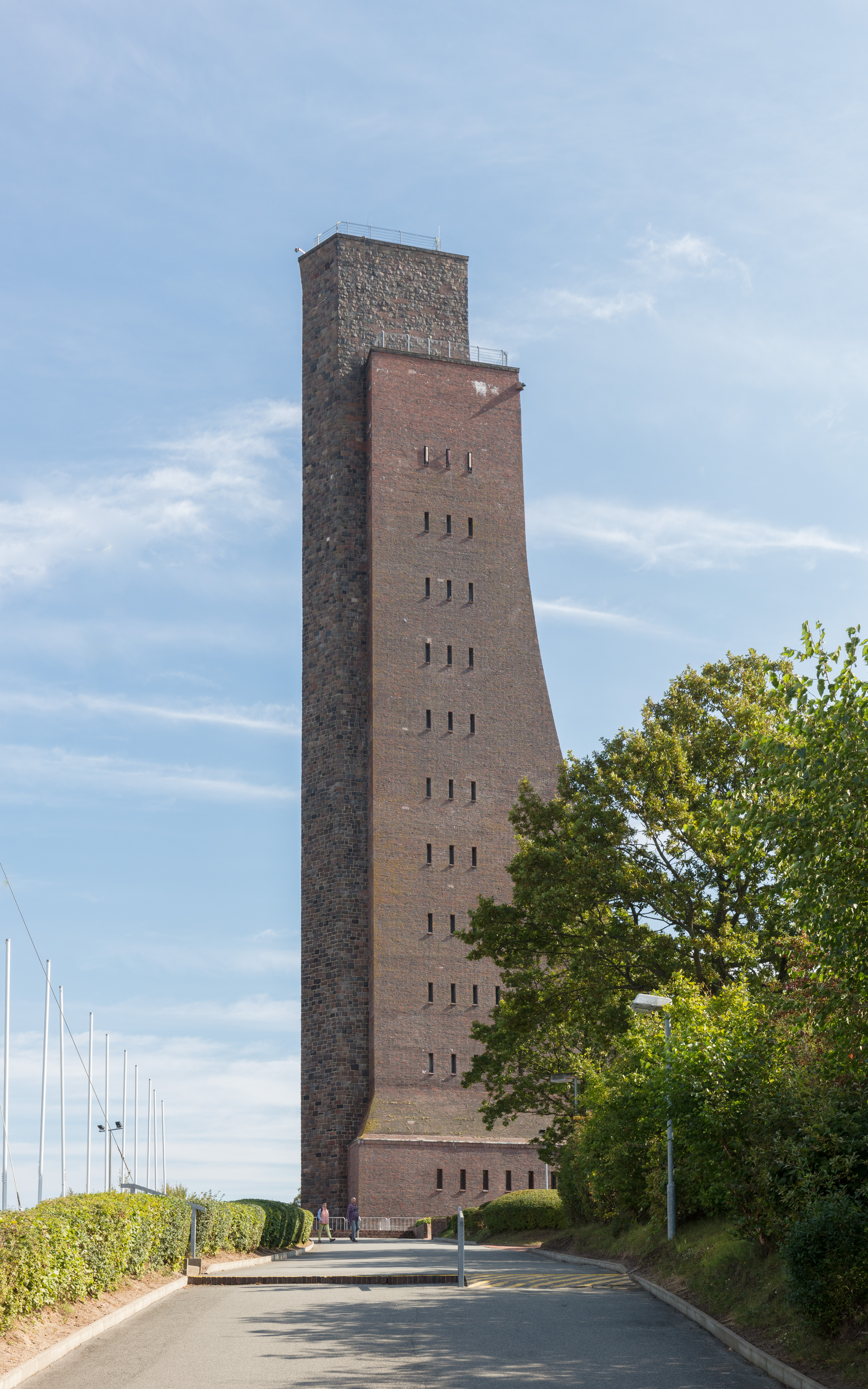
Vista dall'ingresso
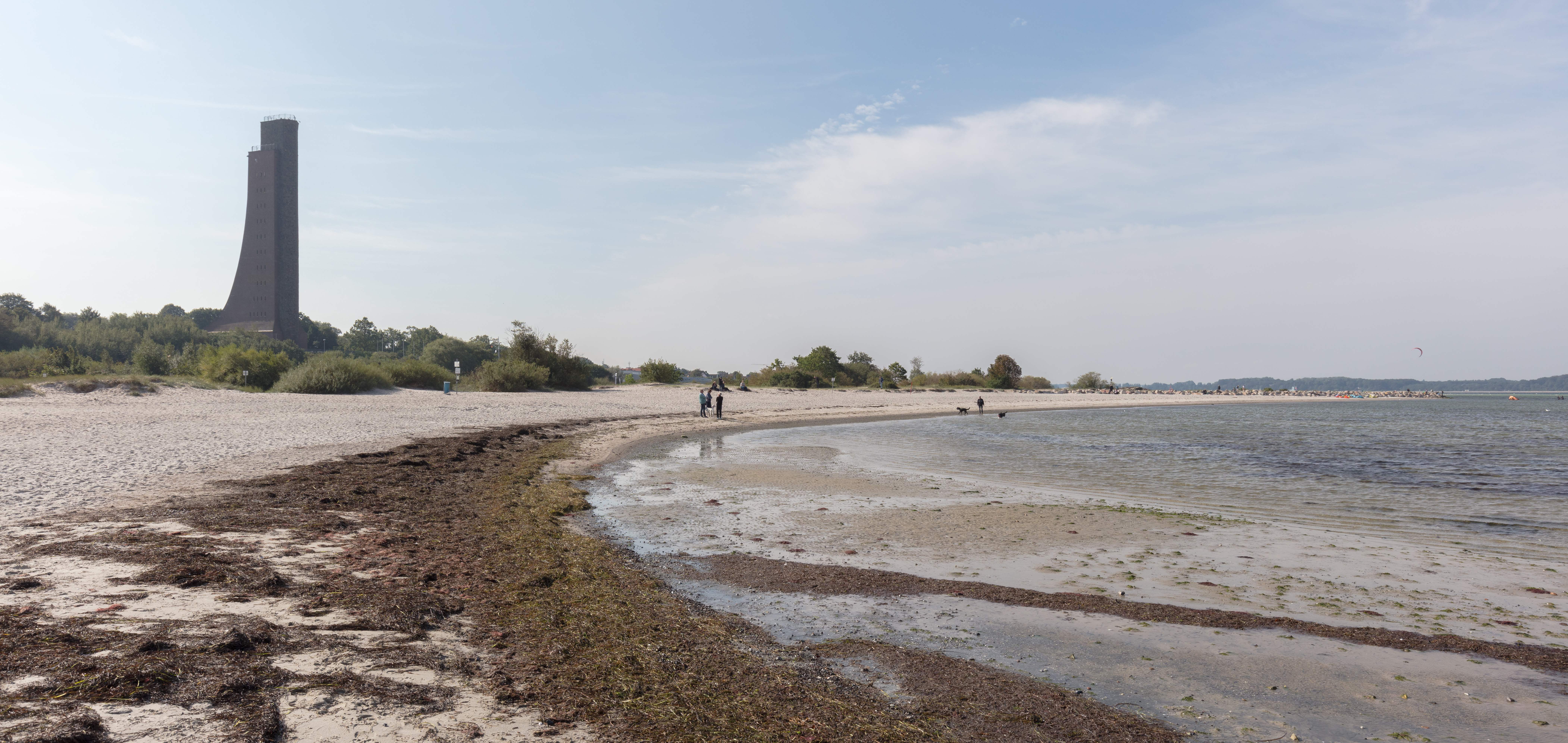
Vista dalla spiaggia
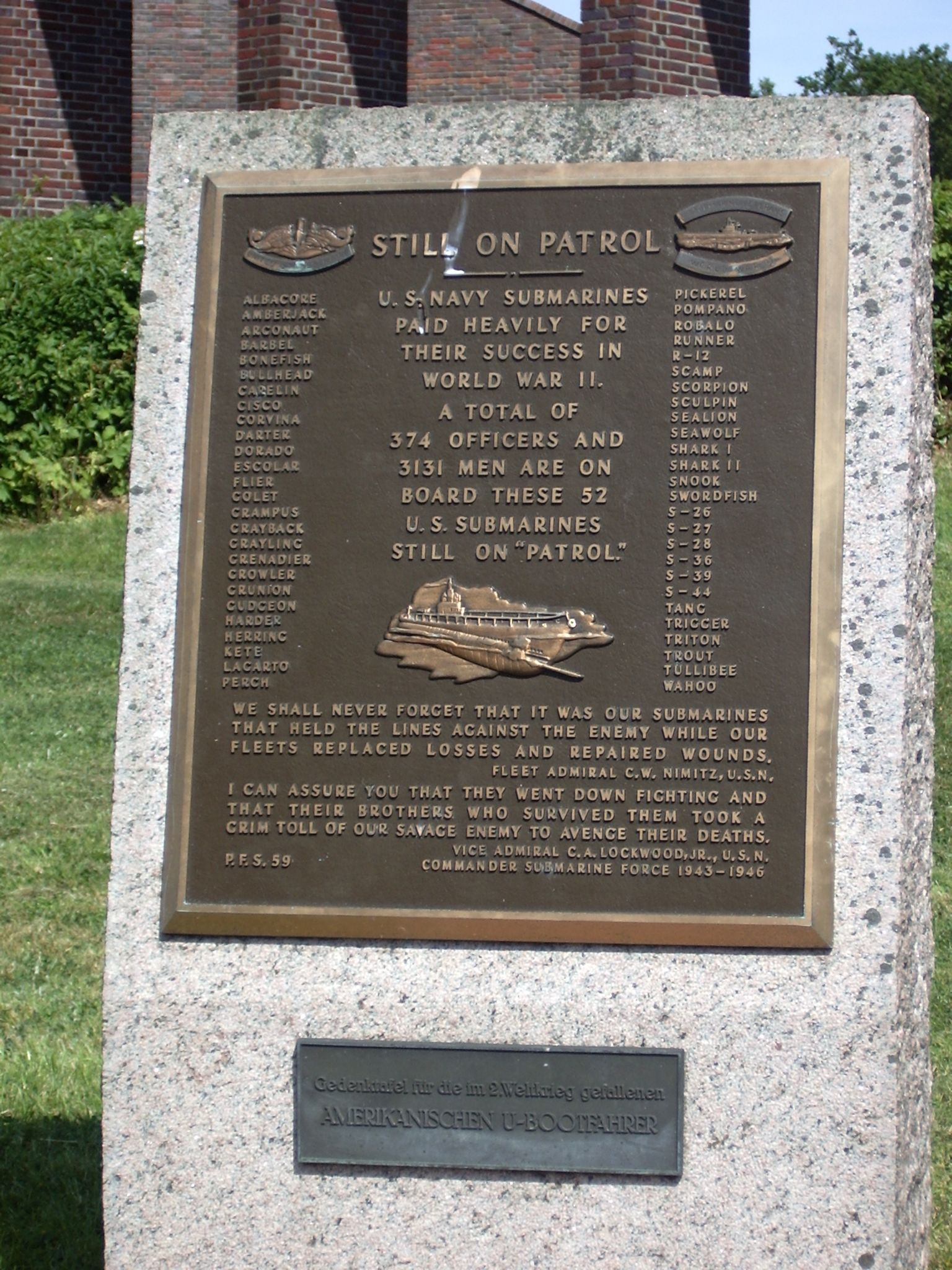
Lapide commemorativa dei marinai statunitensi
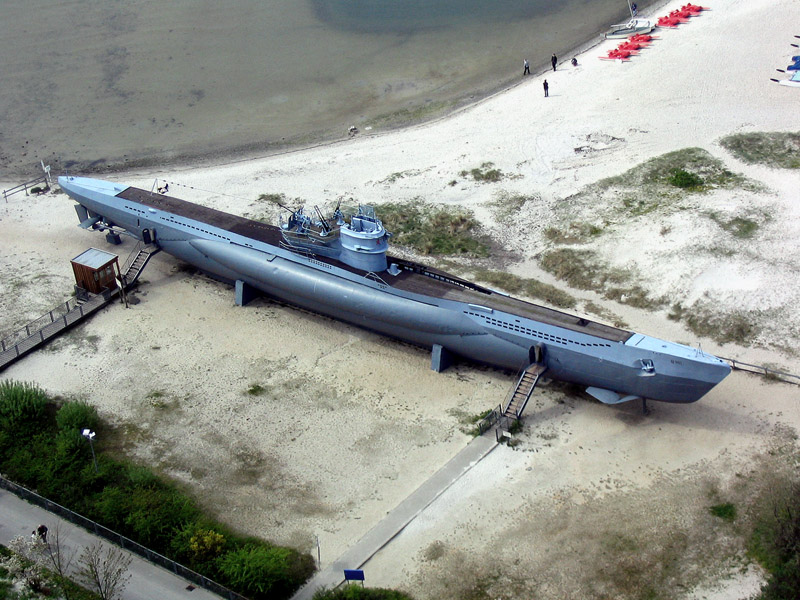
Il sottomarino U-995, fotografato dalla sommità della torre
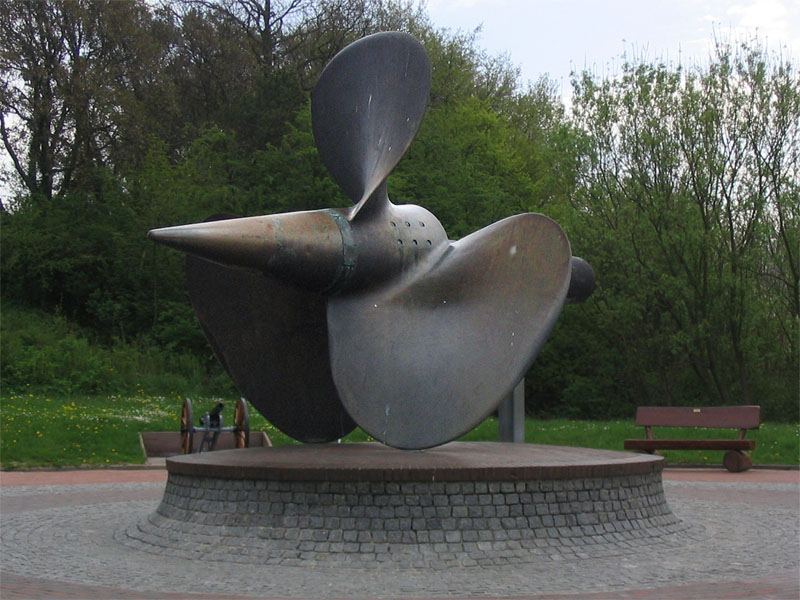
Elica dell'incrociatore pesante Prinz Eugen